# 徳田将至
徳田 将至（とくだ まさよし、1983年7月11日 - ）は、大阪府出身の元プロ野球選手（投手）。

## 来歴

### プロ入り前
上宮高等学校では公式戦での登板はなかった。高校卒業後は日本体育大学に進学し、首都大学野球連盟に所属する野球部に入部したが、ここでも公式戦での登板はなかった。
3年時の2004年7月に大学を休学して野球部を退部。12月にMLBのアトランタ・ブレーブスの入団テストに合格し、2005年1月にマイナー契約を結んだ。

### ブレーブス傘下時代
2005年はルーキー級ダンビル・ブレーブスで7試合に登板して、4勝2敗、防御率0.94という成績だった。
2006年は故障のため登板がなかった。
2007年はルーキー級（2球団）、A級、A+級の計4球団に所属し、合計で18試合登板、1勝1敗、防御率8.78という成績だった。
2008年1月11日にブレーブスを自由契約となった。

### 独立リーグ時代
帰国後はBCリーグの新潟アルビレックス・ベースボール・クラブに入団。22試合に登板して7勝3敗6セーブの成績を挙げたが、10月に退団した。
2009年、この年誕生した関西独立リーグの紀州レンジャーズに入団。110回1/3を投げて防御率2.69の成績を残した。また、この年の9月に行われた広島東洋カープの入団テストを受験して合格したが、プロ野球ドラフト会議での指名はなかった。2010年1月に紀州を退団した。
2010年7月29日、トライアウトに合格して四国・九州アイランドリーグの愛媛マンダリンパイレーツに入団。11月17日に退団が発表され、この年限りで現役を引退した。

### 現役引退後
現在は人材紹介、人材派遣を手掛ける株式会社ミラクレアの代表取締役を務める。

## 詳細情報

### 年度別投手成績
| 年 度       | 球 団       | 登 板 | 完 投 | 勝 利 | 敗 戦 | セ ｜ ブ | 勝 率 | 打 者 | 投 球 回 | 被 安 打 | 被 本 塁 打 | 与 四 球 | 与 死 球 | 奪 三 振 | 暴 投 | ボ ｜ ク | 失 点 | 自 責 点 | 防 御 率 | W H I P |
| ----------- | ----------- | ----- | ----- | ----- | ----- | -------- | ----- | ----- | -------- | -------- | ----------- | -------- | -------- | -------- | ----- | -------- | ----- | -------- | -------- | ------- |
| 2008        | 新潟        | 22    | 7     | 7     | 3     | 6        | .700  | 414   | 100.2    | 87       | 1           | 24       | 10       | 51       | 3     | 0        | 35    | 29       | 2.59     | 1.11    |
| 2009        | 紀州        | -     | -     | -     | -     | -        | ----  | 483   | 110.1    | 87       | 0           | 60       | -        | 105      | -     | -        | 44    | 33       | 2.69     | 1.33    |
| 2010        | 愛媛        | 18    | 0     | 0     | 0     | 6        | ----  | 67    | 18.0     | 10       | 0           | 4        | 1        | 24       | -     | -        | 4     | 3        | 1.50     | 0.83    |
| BCL：1年    | BCL：1年    | 22    | 7     | 7     | 3     | 6        | .700  | 414   | 100.2    | 87       | 1           | 24       | 10       | 51       | 3     | 0        | 35    | 29       | 2.59     | 1.11    |
| 関西：1年   | 関西：1年   | -     | -     | -     | -     | -        | ----  | 483   | 110.1    | 87       | 0           | 60       | -        | 105      | -     | -        | 44    | 33       | 2.69     | 1.33    |
| 四国IL：1年 | 四国IL：1年 | 18    | 0     | 0     | 0     | 6        | ----  | 67    | 18.0     | 10       | 0           | 4        | 1        | 24       | -     | -        | 4     | 3        | 1.50     | 0.83    |

- 新潟での成績はルートインBCリーグウェブサイト掲載の各シーズン選手成績による[10]。
- 紀州での成績は紀州レンジャーズ公式ブログ掲載の各シーズン選手成績による[11]。また登板数・勝敗数などは不明
- 愛媛での成績は四国アイランドリーグplusウェブサイト掲載の各シーズン選手成績による[12]。